# Стафурлово
Стафурлово — село в Екимовском сельском поселении Рязанского района Рязанской области России.

## Расположение
Расположено в 22 км на юго-запад от Рязани.

## История
Ранее было на территории Окологородного стана. В 1769 году на средства помещицы Анны Ивановны Лопухиной в селе была построена деревянная церковь Знамения Богородицы, после чего село стало писаться в документах Стафурлово (Знаменское). В 1906 году построено каменное здание церкви.

## Население
| 1859 | 1906 | 2010 |
| ---- | ---- | ---- |
| 431  | ↗481 | ↘14  |